# Хулъёган (приток Куновата)
Хулъёган (устар. Хул-Юган) — река в Шурышкарском районе Ямало-Ненецкого АО. Исток реки — ручей, впадающий с юга в озеро Хулъёганлор, из северной стороны которого вытекает Хулъёган, устье — в 33 км по левому берегу реки Куноват. Длина реки 32 км.

## Данные водного реестра
По данным государственного водного реестра России относится к Нижнеобскому бассейновому округу, водохозяйственный участок реки — Обь от впадения реки Северная Сосьва до города Салехард, речной подбассейн реки — бассейны притоков Оби ниже впадения Северной Сосьвы. Речной бассейн реки — (Нижняя) Обь от впадения Иртыша.